# Rain on Me
«Rain on Me» es una canción interpretada por las cantautoras estadounidenses Lady Gaga y Ariana Grande, e incluida en el sexto álbum de estudio de la primera, Chromatica (2020). Fue escrita por ambas con apoyo de Nija Charles, Rami Yacoub, Boys Noize, BloodPop, Burns y Tchami, mientras que su producción, que está enfocada al género dance pop, quedó a cargo de los tres últimos. Según las intérpretes, su letra habla sobre perseverar a través de las adversidades. Interscope Records la lanzó a nivel mundial como el segundo sencillo de Chromatica el 22 de mayo de 2020.
«Rain on Me» cosechó comentarios positivos por parte de la crítica especializada, quienes elogiaron el ritmo, las voces de ambas artistas y su mensaje, y varios medios como BBC, Billboard, The Guardian y The New York Times la consideraron una de las mejores canciones publicadas en 2020. También tuvo un buen rendimiento comercial tras alcanzar la primera posición en las listas de éxitos de países como Canadá, los Estados Unidos, Irlanda y el Reino Unido, e ingresar a los diez primeros en Alemania, Australia, Italia, Nueva Zelanda, entre otros. Igualmente, obtuvo múltiples discos de oro y platino alrededor del mundo por sus ventas.
Su videoclip, dirigido por Robert Rodríguez, se lanzó el 22 de mayo de 2020 a través de YouTube y muestra a ambas artistas bailando bajo una lluvia de dagas en un mundo distópico. Aspectos como la coreografía, la estética y la dirección fueron aclamados por la crítica. «Rain on Me» ganó en los premios Grammy como mejor interpretación de pop de dúo/grupo y también en los MTV Video Music Awards como canción del año. Una remezcla realizada por Arca fue incluida en el disco de Gaga Dawn of Chromatica (2021).

## Antecedentes y lanzamiento
Poco después de que Gaga anunciara el lanzamiento de su álbum Chromatica, comenzaron a circular rumores a través de Internet que afirmaban la existencia de una colaboración con la cantante Ariana Grande que presuntamente se titulaba «Rain on Me» y que sería lanzada el 3 de abril de 2020, solo una semana antes de la publicación original del álbum. Aunque Gaga no mencionó directamente a Grande como colaboradora, comentó en ciertas entrevistas que el álbum tenía varias colaboraciones, una de estas con «una estrella del pop femenina que ha vivido un trauma inmenso frente al gran público». Varios medios especularon que se trataba del atentado de Mánchester de 2017 ocurrido durante un concierto del Dangerous Woman Tour de Grande.
El 22 de abril de 2020, Gaga reveló el listado oficial de canciones de Chromatica y confirmó que, en efecto, Grande había colaborado en una canción titulada «Rain on Me». Posteriormente, el 15 de mayo, anunció a través de sus redes sociales que sería lanzada como segundo sencillo del álbum el 22 de ese mismo mes. Con ello, también reveló la portada del sencillo, en la que se muestra a Gaga tirada en el suelo de una caverna con Grande observándola desde el fondo mientras ambas usan vestimentas con estilo punk.

## Composición y grabación
Gaga comentó que «Rain on Me» fue una de las primeras cinco canciones de Chromatica (2020) en ser terminadas e influyó en la decisión de que el álbum estuviese enfocado en el género dance pop. En relación con el proceso de composición, mencionó al sitio TV Groove que ella y Grande conversaron acerca de sus experiencias y llegaron al concepto de que «puede parecer que llorar te hace débil, pero cada lágrima te hace más fuerte como la lluvia que luego se convierte en tormenta». Sobre el proceso de producción, Burns explicó que la idea principal a la hora de crear la canción era emular la vibra de «Another Chance» de Roger Sanchez y «Music Sounds Better with You» de Stardust, temas que «sonaban como clásicos pero a la vez [eran] modernos». Según comentó, la primera maqueta de «Rain on Me» era «una pista acid house en solitario», que posteriormente pasó por un cambio drástico, y explicó:

Todos sabíamos que «Rain on Me» tenía un gran potencial y era una canción increíble, pero la producción simplemente no encajaba con el sonido general. Entonces BloodPop me pidió que probara algunas cosas con la pista. Tomé las voces y quise intentar un nuevo enfoque para los acordes y exploré varias progresiones para ver si cambiaban la esencia. Fue algo casi inconsciente que empecé a tocar el bajo de «All This Love That I'm Givin» de Gwen McCrae debajo del estribillo y entonces se sintió como otro momento brillante. Recuerdo que BloodPop me miró y sonrió como si ya hubiésemos descifrado la fórmula.

«Rain on Me» fue escrita por Gaga y Grande con apoyo de Nija Charles, Rami Yacoub, Boys Noize, BloodPop, Burns y Tchami, mientras que su producción quedó a cargo de los tres últimos. De acuerdo con Gaga, la letra habla sobre «celebrar todas las lágrimas», refiriéndose a los traumas que pueden experimentarse a lo largo de la vida y mencionó que también es una metáfora al consumo de alcohol, pues generalmente recurría a este para superar sus problemas. Alyssa Bailey de la revista Elle la describió como «una canción pop de empoderamiento sobre perseverar a través de las adversidades, y de sanar y encontrar la belleza en el dolor, las rupturas y la vida». Tanto Gaga como Grande mencionaron que es un tema más «alegre» en relación con lo que suelen realizar.
Seleccionada como la cuarta pista de Chromatica, pertenece al género dance pop e incluye elementos de la música disco y house con instrumentación synth-pop, claps de sintetizadores y rasgueos de guitarra funk.
Su producción en general contiene extractos del tema «All This Love That I'm Giving» de Gwen McCrae, que a su vez presenta elementos de la canción «Feeling For You» de Cassius. Musicalmente hablando, está escrita en la tonalidad de do sostenido menor y tiene un tempo allegro de 123 pulsaciones por minuto. El registro vocal de las artistas es muy amplio y abarca desde la nota de sol sostenido menor hasta si, con Gaga cantando la mayor parte de las notas graves y Grande las agudas.

## Recepción

### Comentarios de la crítica
Joey Nolfi de Entertainment Weekly describió la canción como «explosiva» y dijo que «es oficial, Dios es en realidad dos mujeres», en referencia al tema «God Is a Woman» de Ariana Grande. Adam White de The Independent la calificó con cuatro estrellas de cinco y sostuvo que «es una euforia house de tres minutos sobre cantar a través del dolor y bailar como si nadie estuviera viendo», además de mencionar que «es la Gaga tradicional en muchos aspectos, con una voz clara y algo de spoken word». Asimismo, expresó que «es genial ver a Grande de vuelta al pop propiamente dicho, y su voz ligera complementa a la de Gaga maravillosamente». Mikael Wood de Los Ángeles Times afirmó que «el pop tiene a dos nuevas mejores amigas, y tienen un himno de empoderamiento para probarlo». Alexa Camp de Slant Magazine opinó que la canción es «una mejora con respecto a "Stupid Love"» y la describió como «una melodía dance pop con influencias de house». Brendan Wetmore de la revista Paper escribió:

Es seguro decir que ningún seguidor se decepcionó con el resultado: un clásico pop que juega a través de una barrera de guitarras y voces que resuenan, acentuada en uno de los ritmos dance más pegadizos en lo que va del año. «Rain on Me» es absolutamente electrizante al final, habiéndose cargado lo suficiente con una emoción y ruptura desgarradora para empoderar todo el círculo de una fiesta lleno de luces estroboscópicas. Las fiestas del orgullo de 2020 habrían sido algo interesante de oír y de ver. «Rain on Me» da por finalizada la sequía de himnos del colectivo gay, el mundo ha sido salvado.

Craig Jenkins de Vulture comentó que la canción tiene «esa nebulosa calidad de los éxitos pop más memorables donde la letra parece ser sobre algo en particular pero al mismo tiempo es sobre nada en particular, es una victoria para ambas». Quinn Moreland de Pitchfork expresó que «"Rain on Me" saca su fuerza de dos mujeres que conectan a un nivel emocional; Gaga y Grande dicen que está bien llorar y desmoronarse, cosas que son esenciales para sobrevivir», y Erin Vanderhoof de Vanity Fair sostuvo que «suena como un clásico de los clubes de los años 1990». La revista Attitude escribió que «es claro que había altas expectativas para "Rain on Me" cuando fue anunciada, pero las superestrellas del pop han logrado entregar una de las colaboraciones más gratificantes del 2020 y le dieron a su público gay todo lo que querían».
La revista Billboard la nombró la mejor canción del 2020 citándola como «el himno no-oficial del 2020» y diciendo que «sobresale como la canción que ayudó a millones de personas a lidiar con la incertidumbre, la tragedia y la ansiedad de un año que parecía no tener fin, recordándonos que sí, mientras que todos preferiríamos estar secos, al menos estamos vivos». El diario The Guardian también la ubicó en la primera posición de su lista de los mejores temas del año y escribió: 

Para quien sea que la haya escuchado, la pista es sobre lo malo que fue el 2020 y estar agradecido de no estar muerto, y en lugar de tratar de buscar refugio de la tormenta, Gaga y Grande piden que les pase lo peor para poder resurgir, y es precisamente ese sentido de transcendencia lo que la convierte en una canción tan potente en 2020, por tratarse de aceptar la lluvia y bailar a través de ella.

«Rain on Me» también fue considerada la tercera mejor canción del 2020 por la revista Teen Vogue, la quinta por el periódico The New York Times, la undécima por el diario Pitchfork y la vigésima por la revista NME. Otros medios que igualmente la incluyeron en sus listas de los mejores temas del año fueron BBC, Consequence of Sound, Crack Magazine, Uproxx y Vogue.

### Recibimiento comercial
En los Estados Unidos, debutó en el primer puesto del Billboard Hot 100 durante la semana del 1 de junio de 2020, lo que la convirtió en la quinta canción de Gaga y la cuarta de Grande en llegar a la cima. Tras esto, Gaga pasó a ser la tercera artista en lograr un éxito número uno en las décadas del 2000, 2010 y 2020, mientras que Grande se convirtió en la primera artista en debutar cuatro temas directamente en la primera posición del listado. De igual forma, fue la decimoséptima canción de Gaga y la decimosexta de Grande en ingresar al top 10, así como la octava colaboración femenina de la historia que alcanzaba el primer puesto y la primera en haber debutado en dicha posición. Gaga también impuso el récord del mayor tiempo entre dos debuts en el número uno, con un total de nueve años, tres meses y una semana entre el debut de «Born This Way» y «Rain on Me». Por otra parte, debutó en el primer puesto del conteo Digital Songs con 72 mil copias vendidas en su primera semana, con lo que fue el octavo número uno de Gaga en dicho listado y el séptimo de Grande, mientras que debutó en el segundo puesto del Streaming Songs con 31.4 millones de streams en su primera semana. En términos radiales, alcanzó la décima posición del listado Pop Songs, la séptima del Adult Pop Songs y la decimotercera del Adult Contemporary, así como la decimoquinta del Radio Songs.
Asimismo, alcanzó el primer puesto del Hot Dance/Electronic Songs, lo que marcó la tercera canción de Gaga y la segunda de Grande en lograrlo. Tras el estreno de Chromatica (2020), se mantuvo por segunda semana en la primera casilla y fue una de las cinco canciones del álbum en ubicarse dentro del top 10 junto a «Sour Candy» (puesto tres), «Stupid Love» (puesto cuatro), «Alice» (puesto siete) y «911» (puesto diez), lo que convirtió a Gaga en la primera artista en posicionar cinco temas dentro de los diez primeros del listado simultáneamente. Fue certificada con doble disco de platino por la Recording Industry Association of America (RIAA) tras exceder dos millones de unidades vendidas en el país. Por otra parte, en Canadá debutó en la cima del Canadian Hot 100 y fue el sexto número uno para Gaga, así como el cuarto para Grande. Más tarde sería certificada con doble disco de platino por superar las 160 mil unidades vendidas en el país.
En el Reino Unido, «Rain on Me» debutó en la primera posición del UK Singles Chart con 70 mil unidades vendidas en su primera semana, lo que supuso el mayor debut en ventas por una colaboración femenina en la historia del listado y la primera colaboración femenina en alcanzar la cima desde octubre de 2014. Con ello, tanto Gaga como Grande lograron su sexto número uno en el Reino Unido y la British Phonographic Industry (BPI) le otorgó doble disco de platino para certificar 1.2 millones de unidades vendidas en territorio británico. Para enero de 2025, la canción vendió más de 3.6 millones de unidades en el país. En Irlanda, debutó en la primera posición de su lista semanal de éxitos y se convirtió en el séptimo número uno de Gaga, así como el sexto de Grande; también marcó el mejor debut en ventas de 2020.
Otros países de Europa donde «Rain on Me» alcanzó la cima en sus listas de éxitos fueron Croacia, Grecia, Hungría y Letonia. En Bulgaria y Estonia logró el segundo puesto, mientras que en Eslovaquia, Finlandia y la República Checa llegó hasta el cuarto. Asimismo, alcanzó la quinta posición en Bélgica, Italia, Portugal y Suiza, la séptima en Noruega y la octava en Austria, España y Suecia. La canción también recibió variedad de certificaciones a lo largo del continente por sus ventas y streaming, entre estas el disco de oro en España (por 20 mil unidades), Francia (100 mil), Noruega (30 mil) y Portugal (10 mil), así como disco de platino en Bélgica (por 40 mil unidades), Italia (70 mil) y Polonia (20 mil).
En Australia debutó en la segunda posición de su lista semanal de éxitos, lo que dio a ambas artistas su decimocuarto top 10 en el país, y además obtuvo un disco de platino por 70 mil unidades vendidas. También debutó en el segundo puesto en Nueva Zelanda y fue el decimotercer top 10 de Gaga, así como el decimocuarto de Grande, e igualmente recibió la certificación de disco de platino por 30 mil unidades vendidas. En Japón, alcanzó el octavo puesto del Japan Hot 100, y se convirtió en la séptima canción de Gaga en ingresar al top 10 y la tercera de Grande.

## Vídeo musical

### Producción y trama

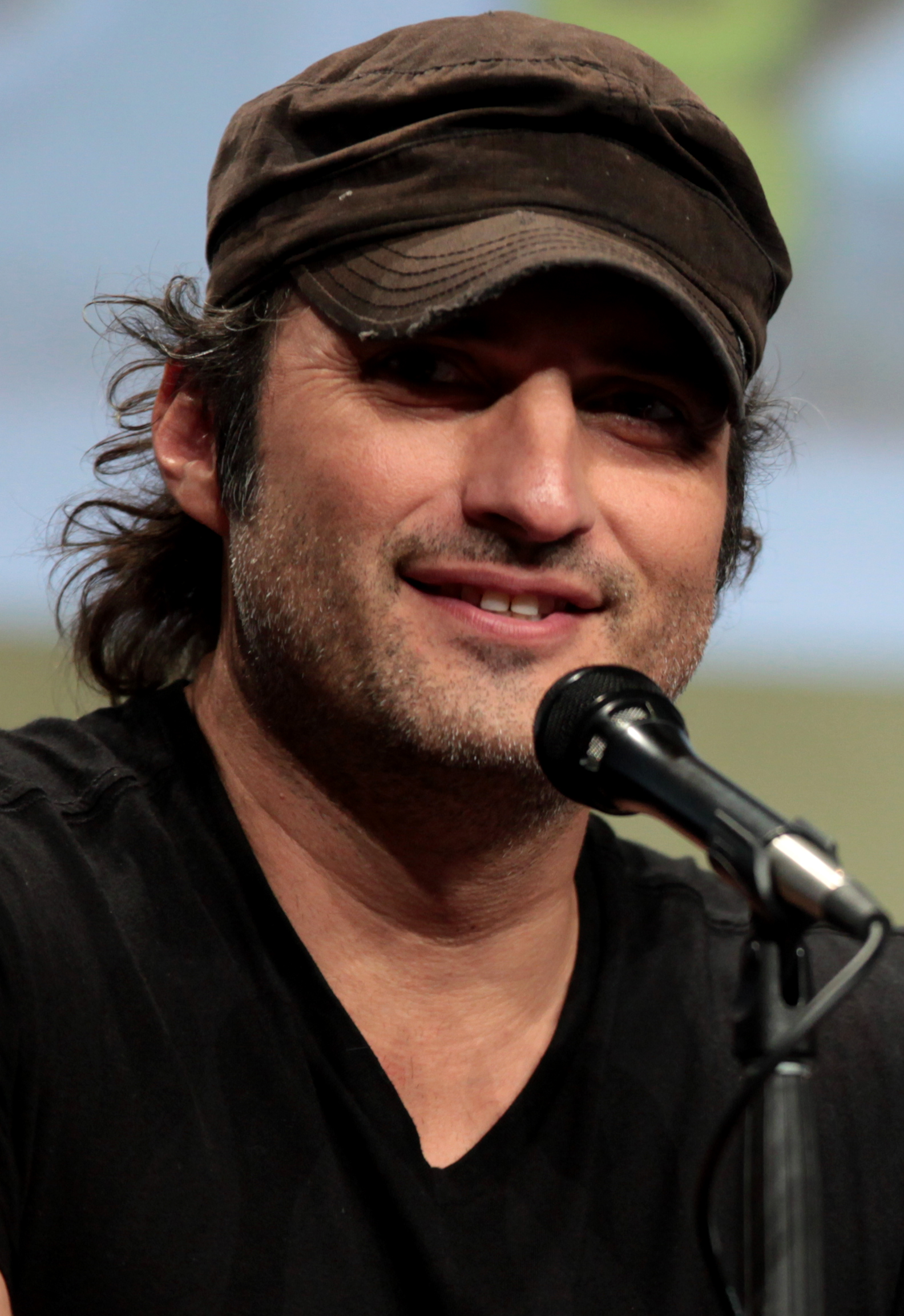
Robert Rodríguez, director del videoclip de «Rain on Me».

El videoclip de «Rain on Me» fue grabado en un estudio de la ciudad de Los Ángeles, apenas días antes de que fuera anunciada la cuarentena en el estado de California (Estados Unidos) por la pandemia de COVID-19. Los trajes utilizados fueron diseñados por Laura Pulice y fabricados por Vex Clothing, una empresa especializada en vestimenta de látex. Al respecto, Pulice comentó que para los atuendos de Gaga buscaba que la artista luciera «como en una película de ciencia ficción futurista punk» y como «un símbolo sexual del heavy metal», mientras que para el caso de Grande, buscó «un estilo con el que se sintiera cómoda pero manteniendo la temática futurista del vídeo». La diseñadora comentó que Nicola Formichetti y Marta del Río, estilistas de Gaga, la contactaron apenas días antes del rodaje, por lo que la confección de los diseños debió ser rápida. En los bocetos originales, el traje de Grande era color blanco y plateado, pero más tarde se cambió a lila, mientras que el de Gaga no incluía picos, sino que fueron añadidos durante la filmación por sugerencia de ella. El maquillaje quedó a cargo de Sarah Tanno, quien utilizó productos de Haus Laboratories y buscó que «los looks se sintieran fuertes y pop con una mezcla de rebelión».
Previo a su lanzamiento, Gaga había comentado en una entrevista con Zane Lowe que para el videoclip, Grande hizo «cosas que nunca había hecho antes». La dirección quedó a cargo de Robert Rodríguez, con quien Gaga ya había trabajado anteriormente en las películas Machete Kills (2013) y Sin City: A Dame to Kill For (2014). El videoclip fue lanzado el 22 de mayo de 2020 a través del canal de YouTube de Gaga, y cuenta con una duración de tres minutos y ocho segundos. En él aparecen Gaga y Grande bailando a través de una tormenta de dagas en el medio de un estadio de una ciudad devastada. Ambas utilizan vestimentas punk con matices rosados, negros, plateados y morados, y ejecutan varios números de baile acompañadas de bailarines hasta concluir con ambas abrazadas y sonriendo a la cámara.

### Recepción pública y crítica
En términos generales, tuvo una buena recepción por parte del público y la crítica. En sus primeras veinticuatro horas de publicado, registró aproximadamente 21.5 millones de visitas únicamente en la plataforma de YouTube. Alyssa Bailey de Elle dijo que «el videoclip de "Rain on Me" será tu nueva película de superhéroes favorita», y Joey Nolfi de Entertainment Weekly expresó que «el videoclip es una colaboración igual de placentera que la canción entre estas dos poderosas titanes del pop». George Griffiths de Metro aseguró que es «un triunfo catártico y disco», y felicitó a ambas artistas diciendo «así es cómo se hace». Liz Calvario de Entertainment Tonight expresó que «las dos unen fuerzas para una épica e impresionante batalla de baile», mientras que Erin Vanderhoof de Vanity Fair afirmó que el vídeo produce «cierta nostalgia» y es esperanzador para aquellos en cuarentena a causa de la pandemia de COVID-19. El diario Daily Mail reportó: «cuando el vídeo de "Rain on Me" salió, nos mostró qué es lo que sucede cuando dos titanes del pop colisionan». Kyle Munzenrieder de la revista W lo describió como «el cruce más importante entre dos estrellas del pop italoestadounidenses desde que Madonna invitó a Gwen Stefani a cenar en su casa». El escritor también notó influencias del videojuego Mortal Kombat y elogió especialmente a Grande por atreverse a hacer algo nuevo desatando su característica coleta. Brendan Wetmore de la revista Paper consideró que es «igual de brillante que la canción, poniendo a las dos íconos del dance pop de los años 2010 una junto a la otra para causar un alboroto en la lluvia».
En los MTV Video Music Awards de 2020, recibió nominaciones en las categorías de vídeo del año, mejores efectos especiales (a cargo de Ingenuity Studios), mejor coreografía (a cargo de Richy Jackson) y mejor cinematografía (a cargo de Thomas Kloss), de las cuales ganó esta última. También fue nominado como mejor videoclip en los American Music Awards, los LOS40 Music Awards, los MTV Europe Music Awards, los NRJ Music Awards y los People's Choice Awards.

## Presentaciones en vivo

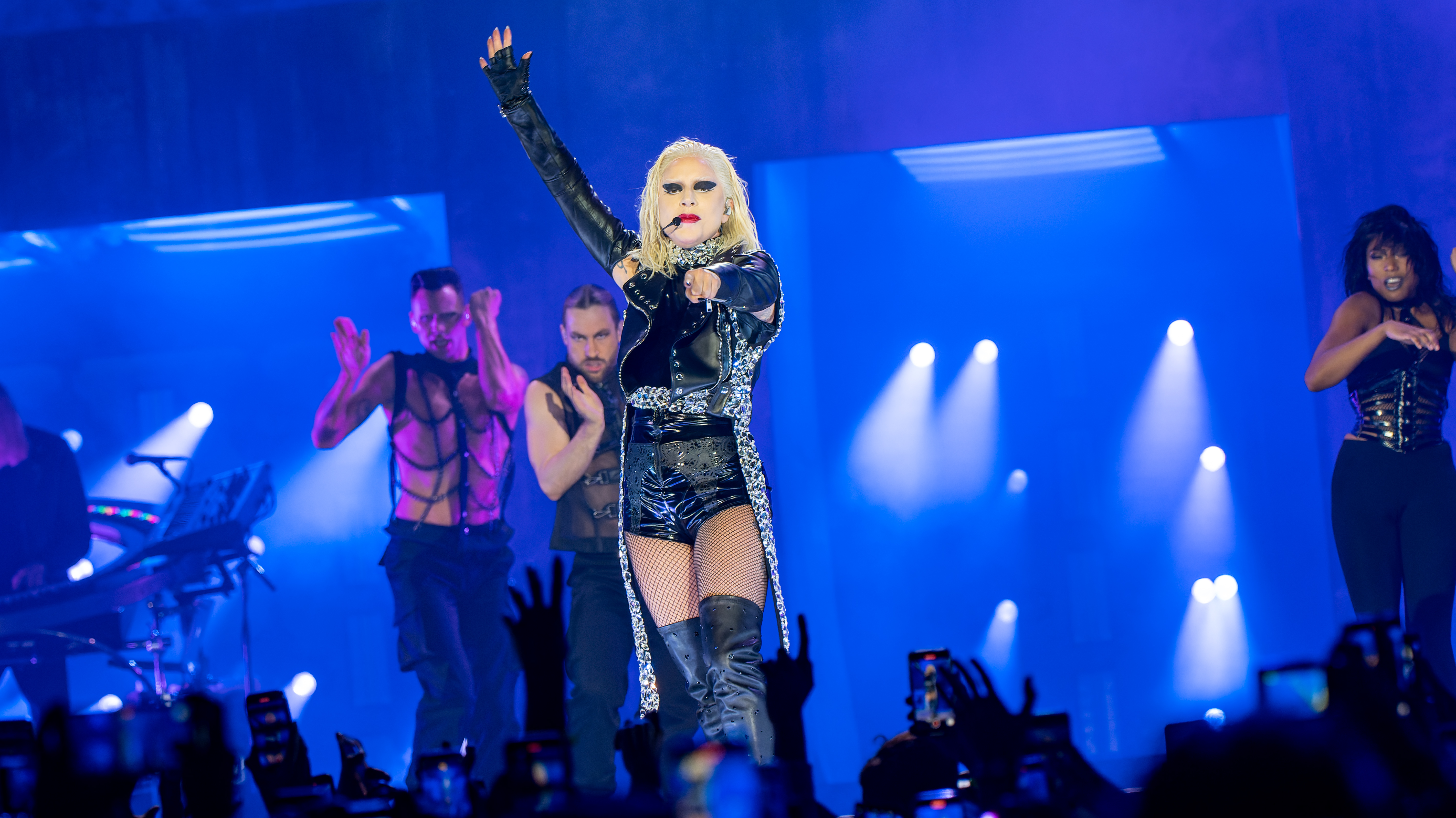
Gaga interpretando la canción durante un concierto de The Chromatica Ball.

Gaga y Grande interpretaron la canción por primera vez en los MTV Video Music Awards, celebrados el 30 de agosto de 2020. En la actuación, Gaga abrió con un interludio de «Enigma», «Chromatica II» y «911»; posteriormente, Grande se unió y ambas presentaron «Rain on Me» acompañadas de múltiples bailarines mientras utilizan atuendos fluorescentes color lila y mascarillas personalizadas. Tras la retirada de Grande, Gaga cambió de vestuario para cerrar cantando «Stupid Love», primero en acústico en un piano con forma de cerebro y después su versión oficial mientras ejecutaba la coreografía. La escenografía de la presentación estuvo inspirada en la estética de Chromatica (2020). Varios medios elogiaron la actuación, destacándola como uno de los mejores momentos del evento. La revista Billboard escribió que «cuando Lady Gaga y Ariana Grande compartieron el escenario, fue indudablemente uno de los mayores momentos de la noche». La revista Time sostuvo que «en estos gigantes escenarios distópicos, Gaga mostró por qué ha sido una de las artistas pop más confiables a lo largo de la década, con una voz explosiva, rutinas de baile frenéticas y pasión en sus intervenciones de piano y discursos de aceptación». Posteriormente figuró como parte del repertorio de la gira The Chromatica Ball.

## Posicionamiento en listas

### Semanales
| Alemania          | German Singles Chart          | 9  |
| Australia         | ARIA Top 50 Singles           | 2  |
| Austria           | Ö3 Austria Top 40             | 8  |
| Bélgica (Flandes) | Ultratop 50                   | 5  |
| Bélgica (Valonia) | Ultratop 40                   | 14 |
| Bulgaria          | Prophon International Top 10  | 2  |
| Canadá            | Canadian Hot 100              | 1  |
| Croacia           | ARC Top 100                   | 1  |
| Dinamarca         | Tracklisten                   | 14 |
| Escocia           | Scottish Singles Chart        | 1  |
| Eslovaquia        | Singles Digitál Top 100       | 4  |
| España            | Top 50 Canciones              | 8  |
| Estados Unidos    | Billboard Hot 100             | 1  |
| Estados Unidos    | Digital Songs                 | 1  |
| Estados Unidos    | Streaming Songs               | 2  |
| Estados Unidos    | Radio Songs                   | 15 |
| Estados Unidos    | Pop Songs                     | 10 |
| Estados Unidos    | Adult Pop Songs               | 7  |
| Estados Unidos    | Adult Contemporary            | 13 |
| Estados Unidos    | Hot Dance/Electronic Songs    | 1  |
| Estados Unidos    | Songs of the Summer           | 1  |
| Estonia           | Eesti Tipp-40                 | 2  |
| Finlandia         | Suomen Virallinen Singlelista | 4  |
| Francia           | French Singles Chart          | 12 |
| Grecia            | Digital Singles Chart         | 1  |
| Hungría           | Single (Track) Top 10         | 1  |
| Irlanda           | Irish Singles Chart           | 1  |
| Islandia          | Tonlist                       | 24 |
| Italia            | Top Singoli                   | 5  |
| Japón             | Japan Hot 100                 | 8  |
| Letonia           | Latvijas Top 40               | 1  |
| México            | México Airplay Chart          | 4  |
| Noruega           | VG-lista                      | 7  |
| Nueva Zelanda     | NZ Top 40 Singles Chart       | 2  |
| Países Bajos      | Single Top 100                | 9  |
| Portugal          | Portuguese Singles Chart      | 5  |
| Reino Unido       | UK Singles Chart              | 1  |
| República Checa   | Singles Digitál Top 100       | 4  |
| Suecia            | Sverigetopplistan             | 8  |
| Suiza             | Schweizer Hitparade           | 5  |

- Sucesión en listas

| Predecesor: «Rockstar» de DaBaby con Roddy Ricch        | Irish Singles Chart — Sencillo número 1 29 de mayo de 2020-4 de junio de 2020 | Sucesor: «Rockstar» de DaBaby con Roddy Ricch |
| Predecesor: «Rockstar» de DaBaby con Roddy Ricch        | UK Singles Chart — Sencillo número 1 29 de mayo de 2020-4 de junio de 2020    | Sucesor: «Rockstar» de DaBaby con Roddy Ricch |
| Predecesor: «Savage» de Megan Thee Stallion con Beyoncé | Billboard Hot 100 — Sencillo número 1 29 de mayo de 2020-4 de junio de 2020   | Sucesor: «Rockstar» de DaBaby con Roddy Ricch |
| Predecesor: «Savage» de Megan Thee Stallion             | Digital Songs — Sencillo número 1 29 de mayo de 2020-4 de junio de 2020       | Sucesor: «Savage» de Megan Thee Stallion      |
| Predecesor: «Blinding Lights» de The Weeknd             | Canadian Hot 100 — Sencillo número 1 29 de mayo de 2020-4 de junio de 2020    | Sucesor: «Roses» de Saint Jhn                 |

### Anuales
| Alemania          | German Singles Chart       | 99  |
| Australia         | ARIA Top 50 Singles        | 35  |
| Austria           | Ö3 Austria Top 40          | 73  |
| Bélgica (Flandes) | Ultratop 50                | 30  |
| Bélgica (Valonia) | Ultratop 40                | 60  |
| Canadá            | Canadian Hot 100           | 27  |
| Estados Unidos    | Billboard Hot 100          | 48  |
| Estados Unidos    | Digital Songs              | 21  |
| Estados Unidos    | Streaming Songs            | 75  |
| Estados Unidos    | Radio Songs                | 51  |
| Estados Unidos    | Pop Songs                  | 40  |
| Estados Unidos    | Adult Pop Songs            | 10  |
| Estados Unidos    | Adult Contemporary         | 22  |
| Estados Unidos    | Hot Dance/Electronic Songs | 3   |
| Francia           | French Singles Chart       | 193 |
| Irlanda           | Irish Singles Chart        | 20  |
| Italia            | Top Singoli                | 79  |
| Japón             | Japan Hot 100              | 96  |
| Países Bajos      | Single Top 100             | 34  |
| Reino Unido       | UK Singles Chart           | 17  |
| Suiza             | Schweizer Hitparade        | 63  |

### Certificaciones
| País           | Organismo certificador | Certificación | Ventas certificadas | Ref.          |
| -------------- | ---------------------- | ------------- | ------------------- | ------------- |
| Alemania       | BVMI                   | Oro           | 200 000             | [ 133 ]       |
| Australia      | ARIA                   | 5× Platino    | 350 000             | [ 10 ]        |
| Bélgica        | BEA                    | Platino       | 40 000              | [ 134 ]       |
| Brasil         | ABPD                   | 3× Diamante   | 480 000             | [ 135 ]       |
| Canadá         | CRIA                   | 2× Platino    | 160 000             | [ 12 ]        |
| Dinamarca      | IFPI — Dinamarca       | Platino       | 90 000              | [ 136 ]       |
| España         | PROMUSICAE             | 2× Platino    | 120 000             | [ 137 ]       |
| Estados Unidos | RIAA                   | 2× Platino    | 2 000               | [ 11 ]        |
| Francia        | SNEP                   | Oro           | 100 000             | [ 65 ]        |
| Grecia         | IFPI — Grecia          | Oro           | 10 000              | [ 138 ]       |
| Italia         | FIMI                   | Platino       | 70 000              | [ 67 ]        |
| Japón          | RIAJ                   | Oro           | 500 000             | [ 139 ]       |
| Noruega        | IFPI — Noruega         | 2× Platino    | 120 000             | [ 66 ]        |
| Nueva Zelanda  | RMNZ                   | Platino       | 30 000              | [ 70 ]        |
| Polonia        | ZPAV                   | 3× Platino    | 60 000              | [ 140 ]       |
| Portugal       | AFP                    | Platino       | 20 000              | [ 141 ]       |
| Reino Unido    | BPI                    | 2× Platino    | 1 700 000           | [ 57 ] [ 55 ] |
| Suecia         | GLF                    | Platino       | 80 000              | [ 142 ]       |

## Premios y nominaciones
| Año  | Premiación                     | Categoría                                | Resultado | Ref.            |
| ---- | ------------------------------ | ---------------------------------------- | --------- | --------------- |
| 2020 | American Music Awards          | Colaboración del Año                     | Nominado  | [ 81 ] [ 143 ]  |
| 2020 | American Music Awards          | Videoclip Favorito                       | Nominado  | [ 81 ] [ 143 ]  |
| 2020 | LOS40 Music Awards             | Mejor Videoclip Internacional            | Nominado  | [ 144 ]         |
| 2020 | MTV Europe Music Awards        | Mejor Canción                            | Nominado  | [ 145 ] [ 82 ]  |
| 2020 | MTV Europe Music Awards        | Mejor Vídeo                              | Nominado  | [ 145 ] [ 82 ]  |
| 2020 | MTV Europe Music Awards        | Mejor Colaboración                       | Nominado  | [ 145 ] [ 82 ]  |
| 2020 | MTV Millennial Awards (Brasil) | Éxito Global                             | Ganador   | [ 146 ]         |
| 2020 | MTV Millennial Awards (Brasil) | Mejor Colaboración Internacional         | Nominado  | [ 146 ]         |
| 2020 | MTV Video Music Awards         | Vídeo del año                            | Nominado  | [ 147 ] [ 148 ] |
| 2020 | MTV Video Music Awards         | Canción del año                          | Ganador   | [ 147 ] [ 148 ] |
| 2020 | MTV Video Music Awards         | Mejor colaboración                       | Ganador   | [ 147 ] [ 148 ] |
| 2020 | MTV Video Music Awards         | Mejor vídeo pop                          | Nominado  | [ 147 ] [ 148 ] |
| 2020 | MTV Video Music Awards         | Mejor cinematografía                     | Ganador   | [ 147 ] [ 148 ] |
| 2020 | MTV Video Music Awards         | Mejores efectos especiales               | Nominado  | [ 147 ] [ 148 ] |
| 2020 | MTV Video Music Awards         | Mejor coreografía                        | Nominado  | [ 147 ] [ 148 ] |
| 2020 | NRJ Music Awards               | Colaboración Internacional del Año       | Ganador   | [ 83 ] [ 149 ]  |
| 2020 | NRJ Music Awards               | Videoclip del Año                        | Nominado  | [ 83 ] [ 149 ]  |
| 2020 | People's Choice Awards         | La Canción del 2020                      | Nominado  | [ 150 ] [ 151 ] |
| 2020 | People's Choice Awards         | El Vídeo Musical del 2020                | Nominado  | [ 150 ] [ 151 ] |
| 2020 | People's Choice Awards         | La Colaboración del 2020                 | Nominado  | [ 150 ] [ 151 ] |
| 2021 | Billboard Music Awards         | Mejor Canción de Dance/Electronic        | Nominado  | [ 152 ]         |
| 2021 | BMI Pop Awards                 | Reconocimiento especial                  | Ganador   | [ 153 ]         |
| 2021 | Grammy Awards                  | Mejor Interpretación de Pop de Dúo/Grupo | Ganador   | [ 16 ]          |
| 2021 | iHeartRadio Music Awards       | Mejor Videoclip                          | Nominado  | [ 154 ] [ 155 ] |
| 2021 | iHeartRadio Music Awards       | Mejor Coreografía                        | Nominado  | [ 154 ] [ 155 ] |
| 2021 | iHeartRadio Music Awards       | Canción Dance del Año                    | Nominado  | [ 154 ] [ 155 ] |
| 2021 | Kids' Choice Awards            | Colaboración Favorita                    | Nominado  | [ 156 ]         |
| 2021 | Rockbjörnen                    | Canción Internacional del Año            | Nominado  | [ 157 ]         |